# Liste von Persönlichkeiten der Stadt Udine
Diese Liste enthält in Udine geborene Persönlichkeiten sowie solche, die in Udine gewirkt haben, dabei jedoch andernorts geboren wurden. Die Liste erhebt keinen Anspruch auf Vollständigkeit.

## In Udine geborene Persönlichkeiten

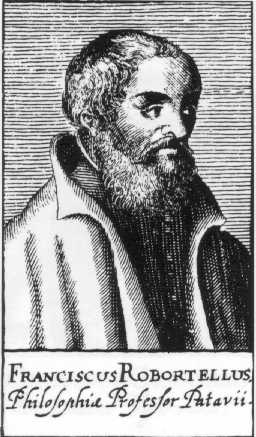
Francesco Robortello

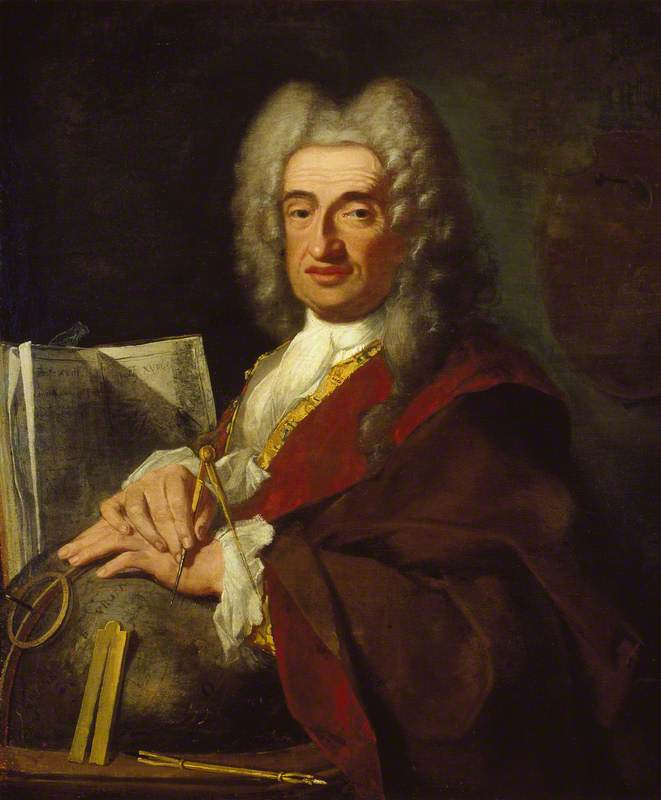
Luca Carlevarijs

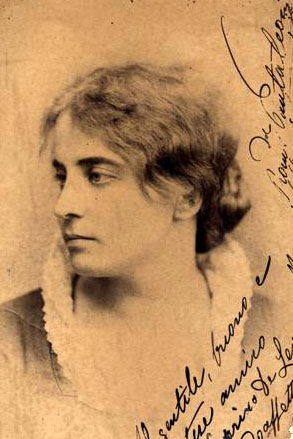
Romilda Pantaleoni

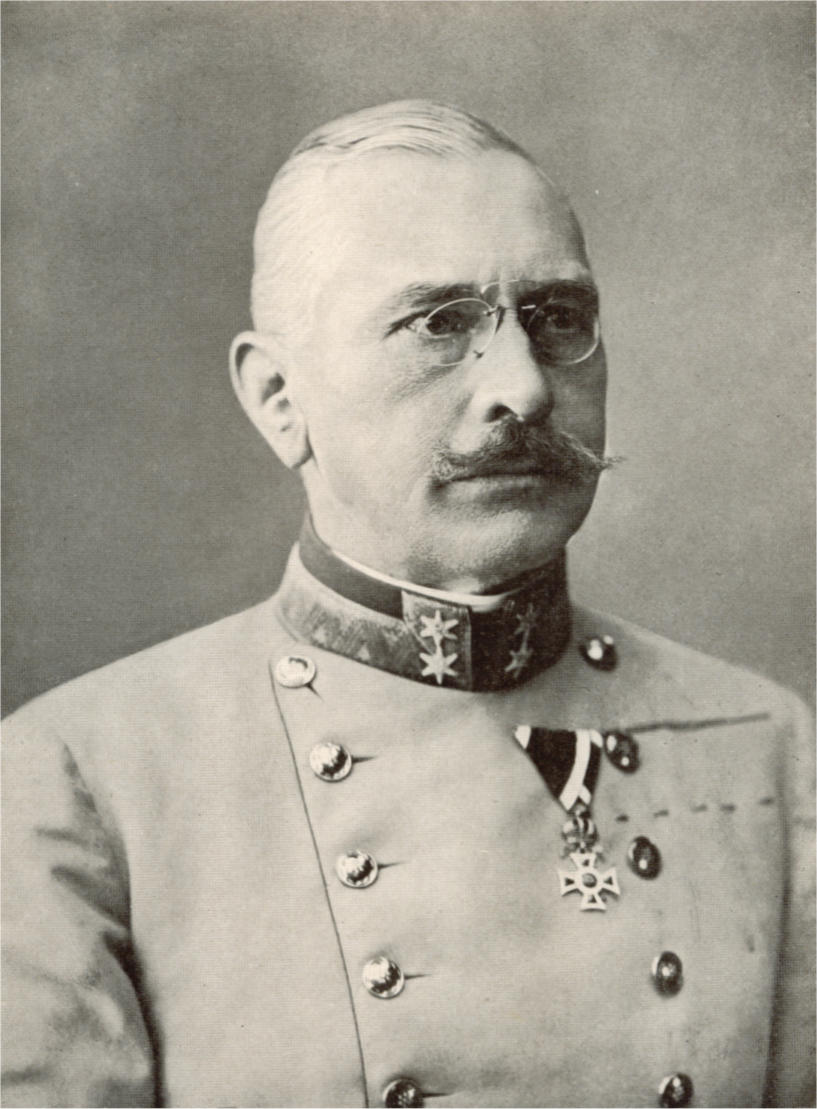
Viktor Dankl

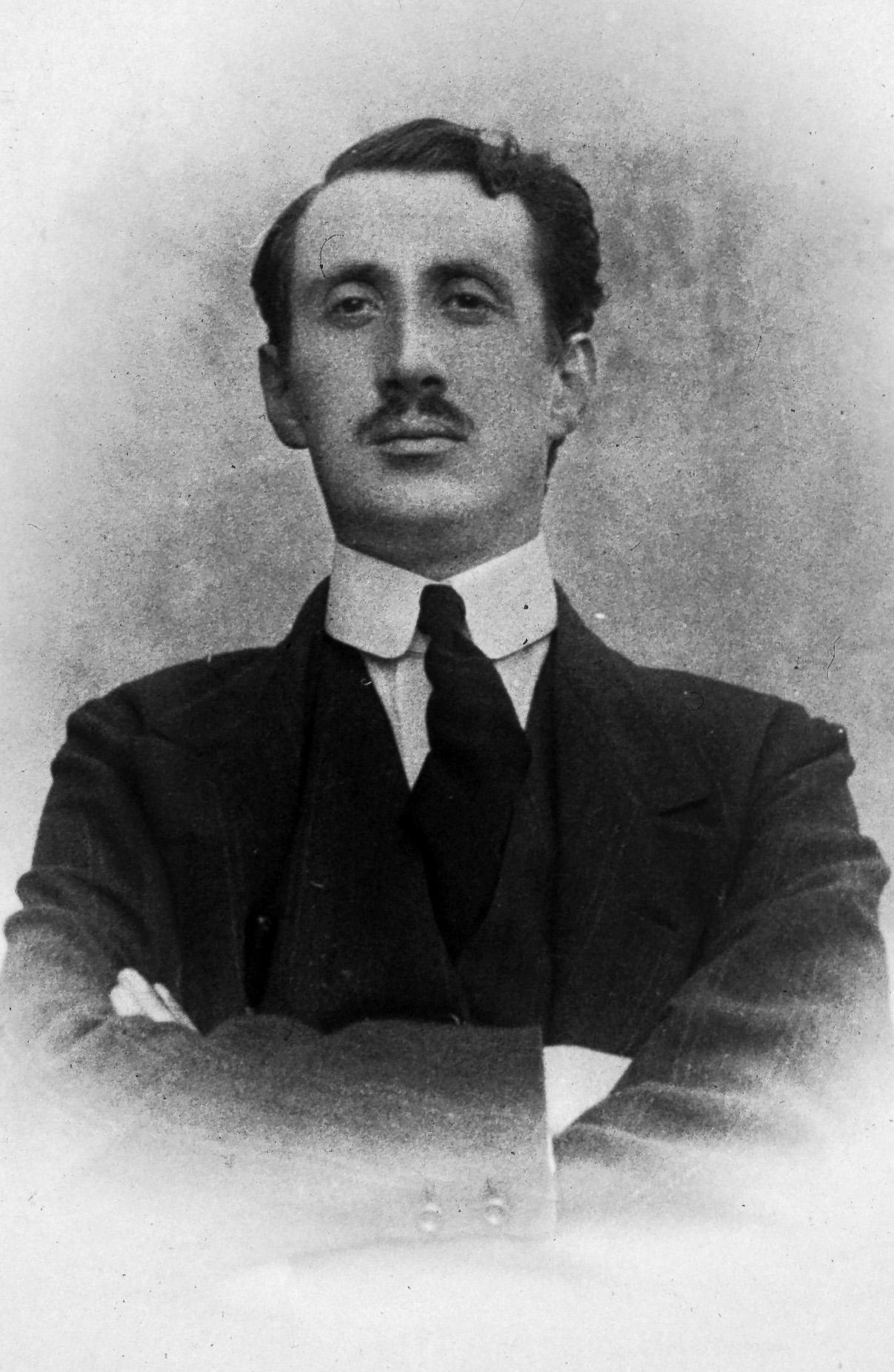
Gaetano Perusini

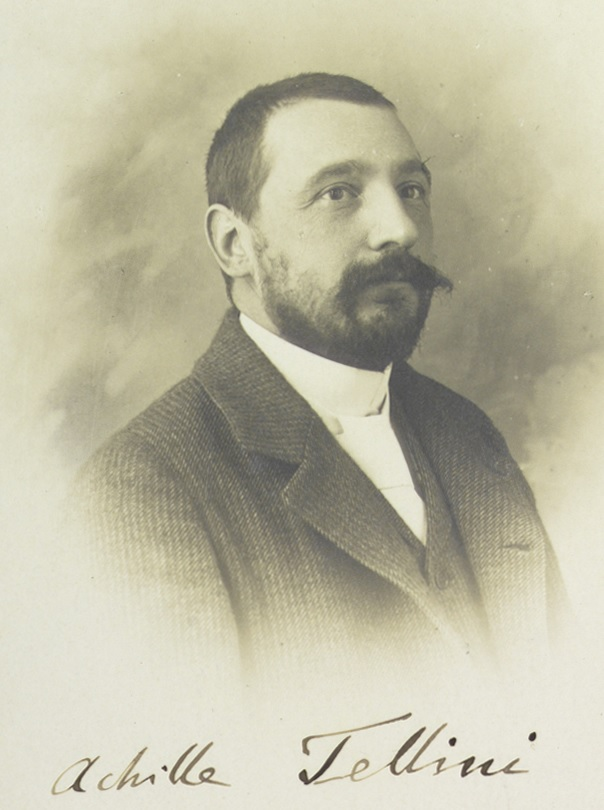
Achille Tellini

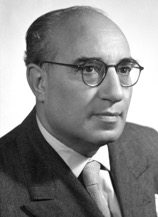
Mauro Scoccimarro

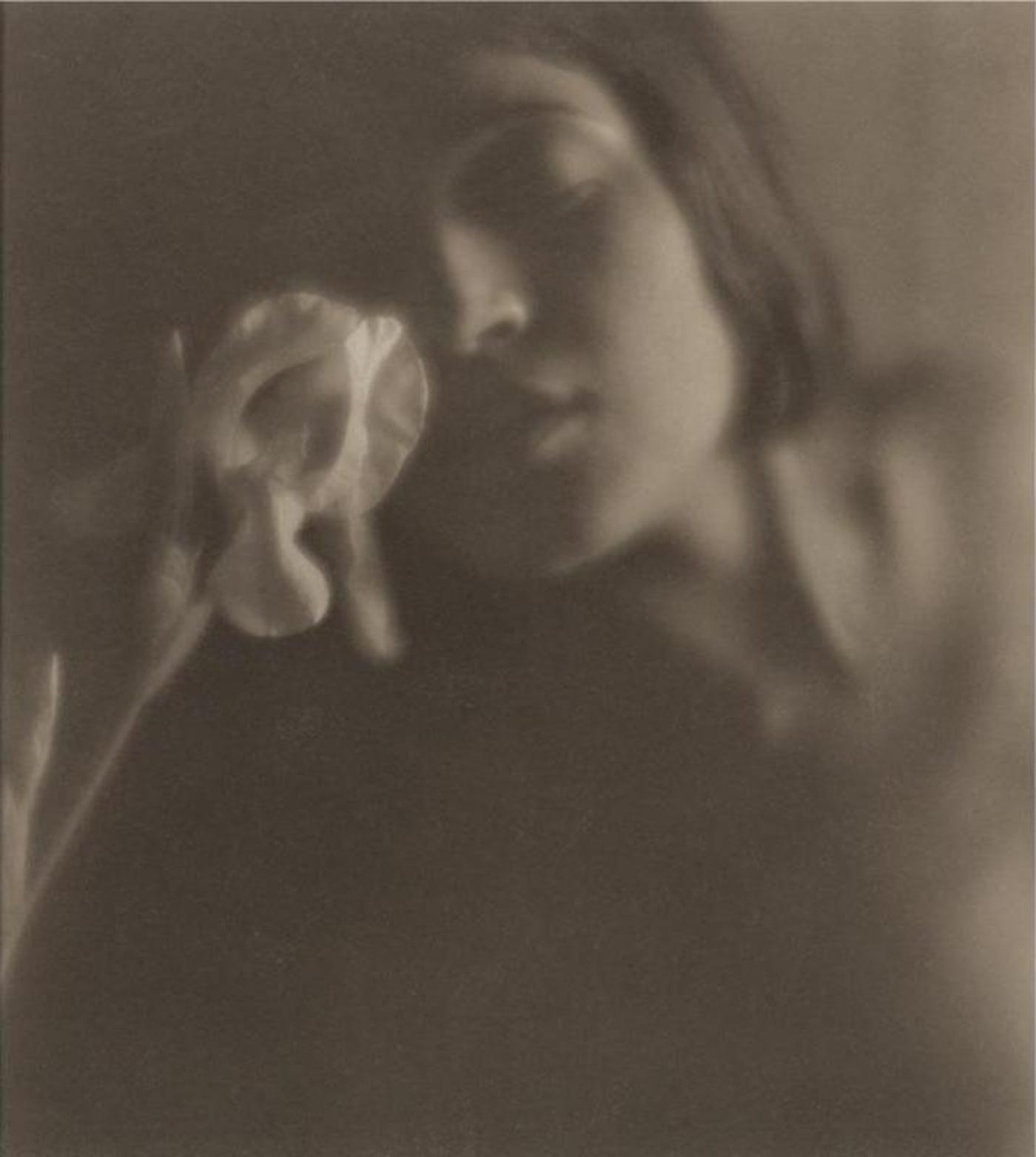
Tina Modotti

### Bis 1800
- Paulus Venetus (1369 oder 1372–1429), Philosoph und Theologe
- Giovanni da Udine (1487–1564), Maler
- Francesco Robortello (1516–1567), Humanist
- Salomo Aschkenasi (≈1520–1602 oder 1605), Arzt und osmanischer Botschafter
- Bartolomeo Porcia (1525–1578), Apostolischer Nuntius
- Paulus Weidner (≈1525–1585), Arzt und Rektor der Universität Wien
- Giovanni Battista Mosto (vor 1550–1596), Komponist und Kapellmeister
- Girolamo Dalla Casa (?–1601), Komponist und Musiker
- Sebastiano Bombelli (1635–1719), Porträtmaler
- Valentino Urbani (≈1660–?), Kastratensänger
- Luca Carlevarijs (1663–1730), Maler
- Johann Jakob Marinoni (1676–1755), Astronom und kaiserlicher Hofmathematiker
- Basilio Asquini (1682–1745), römisch-katholischer Geistlicher und Biograf
- Francesco Pavona (≈1695–≈1777), Maler
- Sanctus Seraphin (1699–1776), Geigenbauer
- Fabio Asquini (1726–1818), Winzer und Agrarwissenschaftler

### 19. Jahrhundert
- Aloisius Scrosoppi (1804–1884), Heiliger der römisch-katholischen Kirche
- Carlo Belgrado (1809–1866), Bischof von Ascoli und Patriarch von Antiochien
- Alberto Mazzucato (1813–1877), Komponist und Musikpädagoge
- Carlo Caneva (1845–1922), General und Senator
- Romilda Pantaleoni (1847–1917), Opernsängerin
- Viktor Dankl (1854–1941), Generaloberst der Österreich-Ungarischen Armee
- Elio Morpurgo (1858–1944), Politiker
- Luigi Barbasetti (1859–1948), Fechtmeister
- Karl Freiherr Heinold von Udynski (1862–1943), österreichisch-ungarischer Beamter und Politiker
- Rudolf Stürzer (1865–1926), österreichischer Schriftsteller und Journalist
- Achille Tellini (1866–1938), Naturwissenschaftler, Geologe und Sprachwissenschaftler
- Carlo Braida (1868–1929), Radrennfahrer
- Antonio Taramelli (1868–1939), Archäologe
- Giulio Gatti-Casazza (1869–1940), Opernintendant
- Curio Bernardis (1872–1941), Marineingenieur und U-Boot-Konstrukteur
- Gaetano Perusini (1879–1915), Psychiater
- Annibale Comessatti (1886–1945), Mathematiker
- Ottorino Bertolini (1892–1977), Mediävist
- Mauro Scoccimarro (1895–1972), Politiker
- Silvia Zenari (1895–1956), Botanikerin
- Tina Modotti (1896–1942), Fotografin, Schauspielerin, Revolutionärin
- Carlo Duse (1898–1956), Schauspieler, Drehbuchautor und Filmregisseur

### 20. Jahrhundert

#### 1901 bis 1950
- Luigi Diamante (1904–1971), Maler und Zeichner
- Marcello Mascherini (1906–1983), Künstler
- Nico Pepe (1907–1987), Schauspieler
- Mario Franzil (1909–1973), Politiker
- Mirko Basaldella (1910–1969), Maler
- Ottavio De Liva (1911–1965), Erzbischof und Diplomat
- Alfredo Foni (1911–1985), Fußballspieler und -trainer
- Afro Basaldella (1912–1976), Maler
- José Bragato (1915–2017), argentinischer Tangomusiker und Komponist
- Bruno Chizzo (1916–1969), Fußballspieler
- Oreste Conte (1919–1956), Radrennfahrer
- Federico Seneca (1923–2019), Historiker
- Walter Fusi (1924–2013), Maler
- Attilio Frizzi (* 1925), Fußballspieler
- Pietro Garlato (1928–2013), Bischof von Tivoli
- Sergio Graziani (1930–2018), Schauspieler und Synchronsprecher
- Giovanni Bruno Vicario (1932–2020), Psychologe
- Laura Mancinelli (1933–2016), Mediävistin
- Bruno Sacco (1933–2024), Autodesigner
- Mario David (1934–2005), Fußballspieler und -trainer
- Attilio Maseri (1935–2021), Kardiologe
- Giuseppe Virgili (1935–2016), Fußballspieler
- Francesco Janich (1937–2019), Fußballspieler
- Augusto Romano Burelli (* 1938), Architekt
- Getulio Alviani (1939–2018), Maler und Objektkünstler
- Maria Tore Barbina (1940–2007), Autorin und Übersetzerin
- Corrado Pirzio-Biroli (* 1940), Diplomat und Autor
- Rosita Torosh (1945–1995), Schauspielerin
- Andrea Centazzo (* 1948), Schlagzeuger und Komponist
- Guido Sacconi (1948–2023), Politiker

#### 1951 bis 1970
- François Tracanelli (* 1951), französischer Leichtathlet
- Corrado Barazzutti (* 1953), Tennisspieler
- Ferruccio Cainero (* 1953), Autor, Schauspieler und Regisseur
- Dalila Di Lazzaro (* 1953), Schauspielerin und Model
- Emma Scaunich (* 1954), Marathonläuferin
- Andrea Tomat (* 1957), Unternehmer
- Ernesto Luigi Lomasti (1959–1979), Bergsteiger
- Andrea Braides (* 1961), Mathematiker
- Anna Carlucci (* 1961), Regisseurin und Drehbuchautorin
- Luigi De Agostini (* 1961), Fußballspieler
- Loris Dominissini (1961–2021), Fußballspieler und -trainer
- Edi Orioli (* 1962), Motorradrennfahrer
- Glauco Venier (* 1962), Jazzpianist
- Giovanni Liverani (* 1964), Manager
- Giovanni Sostero (1964–2012), Amateur-Astronom
- Daniele Pontoni (* 1966), Radrennfahrer
- Giuseppe Battiston (* 1968), Schauspieler
- Francesco Renga (* 1968), Sänger und Liedermacher
- Gabriella Paruzzi (* 1969), Skilangläuferin
- Luca Visentini (* 1969), Gewerkschafter
- Michela Rocco di Torrepadula (* 1970), Moderatorin, Schauspielerin und Model

#### 1971 bis 1980
- Isabella De Monte (* 1971), Politikerin
- Giulio Camagni (* 1973), Comiczeichner, -autor und Maler
- Fabio Masotti (* 1974), Radrennfahrer
- Tommaso Cerno (* 1975), Schriftsteller, Journalist und Fernsehmoderator
- Giacomo Galanda (* 1975), Basketballspieler
- Chiara Cainero (* 1978), Sportschützin
- Emanuele Blandamura (* 1979), Boxer
- Alessandro Talotti (1980–2021), Leichtathlet

#### 1981 bis 2000
- Giacomo Kratter (* 1982), Snowboarder
- Alessia Tuttino (* 1983), Fußballspielerin
- Corinna Boccacini (* 1985), Snowboarderin
- Mara Navarria (* 1985), Fechterin
- Stefano Agostini (* 1989), Radrennfahrer
- Giulia Rizzi (* 1989), Degenfechterin
- Elena Cecchini (* 1992), Radrennfahrerin
- Alice Mizzau (* 1993), Schwimmerin
- Lejla Njemčević (* 1994), bosnisch-herzegowinische Mountainbikerin
- Desirée Rossit (* 1994), Leichtathletin
- Matteo Fabbro (* 1995), Radrennfahrer
- Alessandro Piu (* 1996), Fußballspieler
- Simone Scuffet (* 1996), Fußballspieler
- Guglielmo Vicario (* 1996), Fußballspieler
- Alex Meret (* 1997), Fußballspieler

### 21. Jahrhundert
- Nicolò Buratti (* 2001), Radrennfahrer

## Berühmte Einwohner von Udine
- Giovanni Battista Tiepolo (1696–1770), Maler
- Caterina Percoto (1812–1887), Schriftstellerin und Dichterin
- Ludolf Jacob von Alvensleben (1899–1953), SS- und Polizeikommandeur im Zweiten Weltkrieg
- Carlo Sgorlon (1930–2009), Schriftsteller